# Match des champions (basket-ball féminin)
Pour les articles homonymes, voir Match des champions.

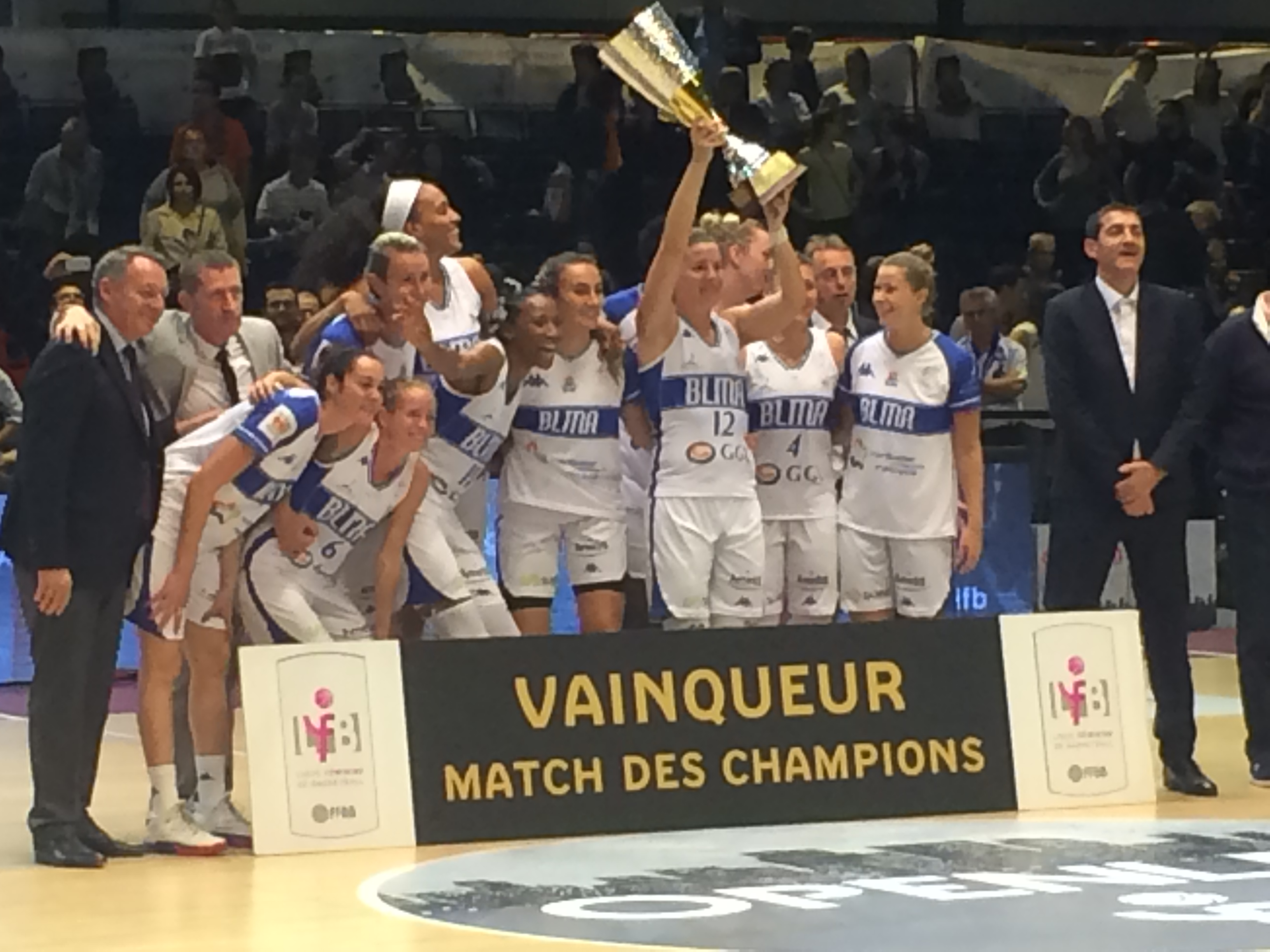
Montpellier vainqueur de l'édition 2016 en présence du Secrétaire d’État chargé des sports Thierry Braillard.

Le Match des champions oppose depuis 2014 le champion de la Ligue féminine de basket au vainqueur de la Coupe de France de la saison précédente. 
Cette rencontre a lieu le samedi soir lors de l'Open LFB. Bourges remporte les deux premières éditions.

## Palmarès
| 2014 | Tango Bourges Basket                                     | Lattes Montpellier                                       | 77-62                                                    | Stade Pierre-de-Coubertin, Paris                         |                                                          |                                                          |
| 2015 | Tango Bourges Basket                                     | Lattes Montpellier                                       | 63-60                                                    | Stade Pierre-de-Coubertin, Paris                         |                                                          |                                                          |
| 2016 | Lattes Montpellier                                       | Tango Bourges Basket                                     | 63-57                                                    | Halle Georges-Carpentier, Paris                          |                                                          |                                                          |
| 2017 | Tango Bourges Basket                                     | Villeneuve-d'Ascq                                        | 71-48                                                    | Stade Pierre-de-Coubertin, Paris                         |                                                          |                                                          |
| 2018 | Tango Bourges Basket                                     | Flammes Carolo basket                                    | 75-67                                                    | Stade Pierre-de-Coubertin, Paris                         |                                                          |                                                          |
| 2019 | LDLC ASVEL                                               | Tango Bourges Basket                                     | 70-64                                                    | Stade Pierre-de-Coubertin, Paris                         |                                                          |                                                          |
| 2020 | Compétition annulée en raison de la pandémie de Covid-19 | Compétition annulée en raison de la pandémie de Covid-19 | Compétition annulée en raison de la pandémie de Covid-19 | Compétition annulée en raison de la pandémie de Covid-19 | Compétition annulée en raison de la pandémie de Covid-19 | Compétition annulée en raison de la pandémie de Covid-19 |
| 2021 | Lattes Montpellier                                       | Basket Landes                                            | 79-69                                                    | Stade Pierre-de-Coubertin, Paris                         |                                                          |                                                          |
| 2022 | Tango Bourges Basket                                     | Basket Landes                                            | 76-68                                                    | Halle Georges-Carpentier, Paris                          |                                                          |                                                          |
| 2023 | Basket Landes                                            | LDLC ASVEL                                               | 77-60                                                    | Halle Georges-Carpentier, Paris                          |                                                          |                                                          |
| 2024 | Tango Bourges Basket                                     | Villeneuve-d’Ascq                                        | 80–49                                                    | Palais des sports Maurice-Thorez, Nanterre               |                                                          |                                                          |